# Feroleto Antico

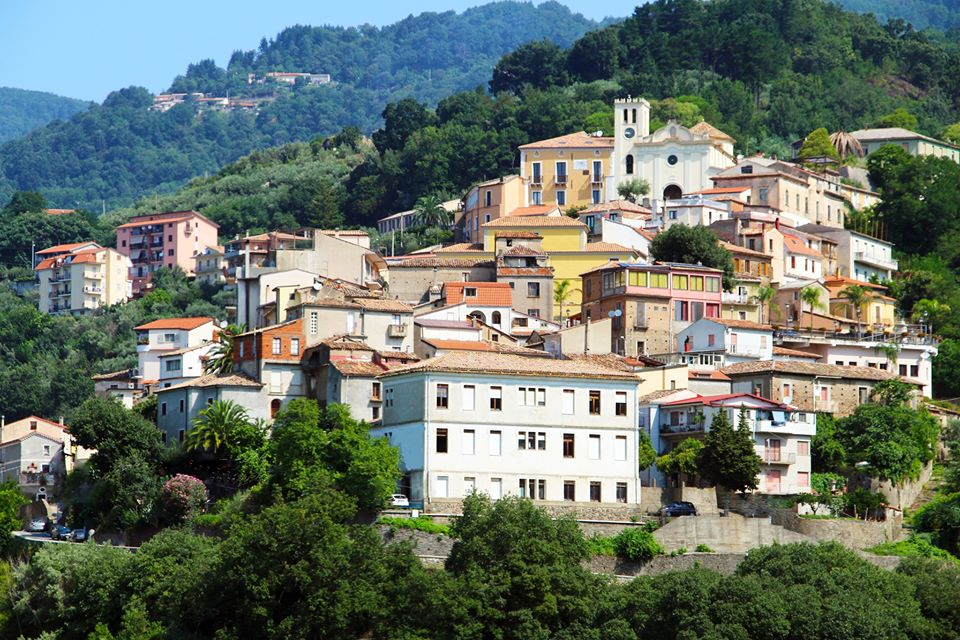
Ansicht von Feroleto Antico

Feroleto Antico ist eine italienische Gemeinde mit 1956 Einwohnern (Stand 31. Dezember 2023) in der Provinz Catanzaro, Region Kalabrien.
Das Gebiet der Gemeinde liegt auf einer Höhe von 744 m über dem Meeresspiegel und umfasst eine Fläche von 50,35 km². Die Nachbargemeinden sind Lamezia Terme, Maida, Pianopoli und Serrastretta. Feroleto Antico liegt 50 km westlich von Catanzaro.